# Padraic Colum

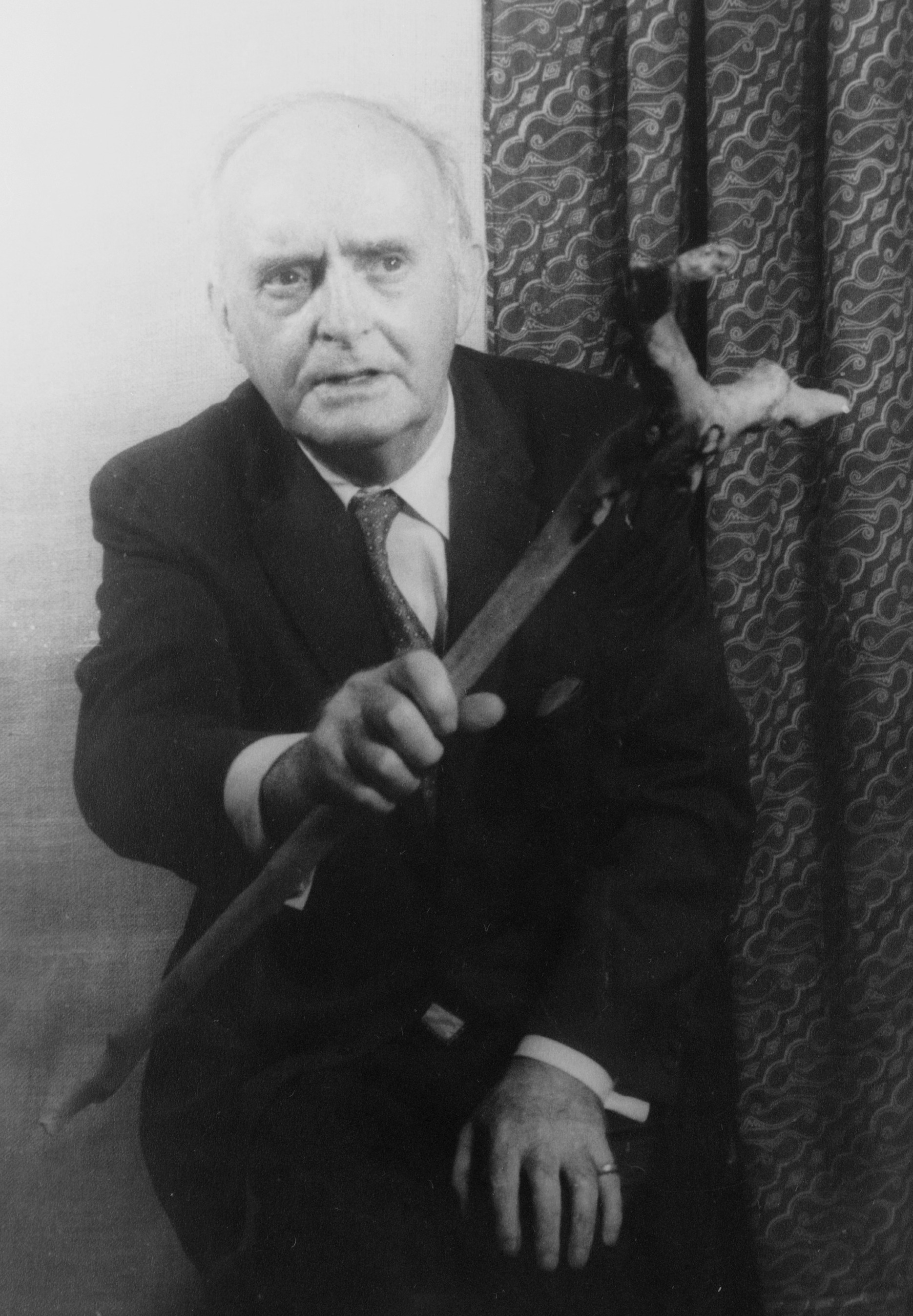
Padraic Colum, fotografiert von Carl van Vechten (1959)

Padraic Colum (8. Dezember 1881 in Collumbkille im County Longford – 11. Januar 1972 in Enfield, Connecticut) war ein irischer Schriftsteller und einer der führenden Köpfe der Irischen Renaissance. Er verfasste Gedichte, Romane, Theaterstücke, Biografien und Kinderbücher.

## Leben
Colum wurde 1881 als erstes von acht Kindern in einen irischen Arbeiterhaushalt geboren; sein Geburtsname lautete Patrick Collumb. Als sein Vater 1889 arbeitslos wurde, ging er in die USA, um vom Goldrausch in Colorado zu profitieren, während die restliche Familie in Irland blieb. Als Colums Vater 1892 nach Irland zurückkehrte, zog die Familie in die Nähe Dublins, wo der Vater Arbeit auf der dortigen Eisenbahnstation gefunden hatte.
1897 starb Colums Mutter, wonach die Familie zeitweise auseinandergerissen wurde. 1898 schloss Colum die Schule ab und erhielt eine Anstellung als Buchhalter bei der irischen Eisenbahn. Diese Stellung behielt er bis 1903.
Während dieser Zeit begann Colum zu schreiben und traf mit führenden zeitgenössischen irischen Schriftstellern zusammen, darunter W. B. Yeats, Lady Gregory und Æ. 1901 trat er der Gälischen Liga bei und nahm mit Padraic Colum die irische Form seines Namens an, 1904 gehörte er zu den Gründungsmitgliedern des Abbey Theatre. Während seiner regelmäßigen Besuche in der Irischen Nationalbibliothek begegnete er James Joyce und eine lebenslange Freundschaft zwischen den beiden Autoren begann. Von einem wohlhabenden amerikanischen Mäzen erhielt Colum ein fünfjähriges Stipendium für das University College Dublin.
Colum schrieb eine Reihe der ersten am Abbey Theatre aufgeführten Stücke; seine ersten Stücke kamen kurz nacheinander 1902, 1903 und 1905 heraus. 1907 erschien mit Wild Earth sein erstes Buch; es enthielt viele der zuvor in einer Zeitung namens The United Irishman erschienenen Gedichte. Neben seinen anderen literarischen Aktivitäten sammelte Colum auch irische Folksongs und verfasste Texte für Folksongs.
1911 gründete Colum, unter anderen mit seiner späteren Frau Mary Gunning Maguire, unter dem Titel The Irish Review eine kurzlebige Literaturzeitschrift, in der gleichwohl Werke wichtiger Autoren der Irischen Renaissance gedruckt wurden.
1912 heirateten Colum und Maguire (genannt Molly). Sie lebten im Umkreis Dublins und hielten dienstags einen Literarischen Salon ab. 1914 unternahmen sie eine Reise in die USA, aus der ein achtjähriger Aufenthalt wurde.
In Amerika begann Colum Kinderbücher zu verfassen und veröffentlichte mehrere Sammlungen mit Erzählungen für Kinder. Ein Verlagsvertrag über die „Produktion“ von Kinderbüchern gab ihm für den Rest seines Lebens finanzielle Sicherheit. Außerdem gab er drei Bände mit seinen Versionen hawaiianischer Märchen heraus. Zudem begann er Romane zu schreiben.
Von 1930 bis 1933 lebten Colum und seine Frau in Paris und Nizza, wo Colum seine Freundschaft mit Joyce erneuerte und Teile von Finnegans Wake für ihn abtippte. Nach ihrer Zeit in Frankreich zogen die Colums nach New York City, wo beide Lehraufträge an der Columbia University und am City College of New York wahrnahmen und 1945 die amerikanische Staatsbürgerschaft erhielten. 1961 war Colum Empfänger der Regina Medal, einer jährlichen Auszeichnung der amerikanischen Catholic Library Association für Kinderbuchautoren. Seit 1948 war er Mitglied der American Academy of Arts and Letters.
In seinen späten Stücken übernahm Colum Formen aus dem Nō-Drama. Insgesamt veröffentlichte er neben seinen Theaterstücken 61 Bücher.
1957 starb Colums Frau Molly. Colum stellte ihre gemeinsame Autobiografie Our Friend James Joyce fertig; sie erschien 1958. Seine letzten Jahre verbrachte Colum abwechselnd in den USA und in Irland. Er starb 1972 im Alter von 90 Jahren in Enfield, Connecticut, und wurde in der Nähe von Dublin begraben.

## Ehrungen
- Newbery Honor (American Library Association) für „The golden fleece and the heroes who lived before Achilles“.
- Newbery Honor  (American Library Association) für „The Voyagers“.

## Werke (Auswahl)

### Als Autor
Biografisches
- zusammen mit Molly Colum: Our Friend James Joyce. 1958.
- Ourselves Alone. The story of Arthur Griffith and the origin of the Irish Free State. Crown Publ., New York 1959.

Gedichte
- Wild Earth and other poems. Maunsel, Dublin 1907.
- Selected Poems. University Press, Syracuse, N.Y. 1989 (EA New York 1932).
- The Story of Lowry Maen. Morse Press, New York 2012, ISBN 978-1-44745-538-7 (EA London 1937).

Romane
- The Boy Apprenticed to an Enchanter. 1920.
- The Six Who Were Left in a Shoe. MacGraw-Hill, New York 1968 (EA London 1923, illustriert von Joseph Schindelman).
- Castle Conquer. Macmillan, London 1923.
- The Flying Swans (= Riverrun; 1). Figgis, Dublin 1969 (EA Dublin 1937)
  - Deutsch: Ziehende Schwäne. Verlag Krüger, Hamburg 1969 (übersetzt von Hans Flesch-Brunningen)

Theaterstücke
- Three plays. The fiddler’s house’. The land. Thomas Muskerry. Maunsel, Dublin 1917.
- The Saxon Shillin’. 1902.
- Broken Sail. 1903.
- Mogu the Wanderer or the desert. Little, Brown, Boston, Mass. 1917.
- The Strindbergian Balloon. Macmillan, New York 1929.

### Als Bearbeiter
- The King of Ireland's Son. Floris Books, Edinburgh 1986, ISBN 0-86315-512-X (EA Dublin 1916, illustriert von Willy Pogany).
  - Deutsch: Der Königssohn von Irland. Verlag Freies Geistesleben, Stuttgart 2016 (EA Stuttgart 1960, übersetzt von Konrad Sandkühler).
- Adventures of Odysseus and the Tale of Troy. The Children's Homer. Macmillan, New York 1960 (EA London 1916, illustriert von Willy Pogany).
- Children of Odin. Nordic Gods and Heroes. Floris Books, Edinburgh 1993, ISBN 0-86315-522-7 (EA Dublin 1920).
- The Golden Fleece and the Heroes Who Lived Before Achilles. Macmillan, New York 1978 (EA 1921, illustriert von Willy Pogany).
- The Frenzied Prince. Being heroic stories of ancient Ireland. McKay, Philadelphia 1943 (illustriert von Willy Pogany).
  - Deutsch: Prinz Suivné. Heldensagen aus dem alten Irland. Verlag Freies Geistesleben, Stuttgart 1967 (übersetzt von Konrad Sandkühler)
  - Deutsch: Die Barden und der Prinz. Heldensagen aus dem alten Irland. Edition Osham, Stuttgart 1981, ISBN 3-88455-204-X (übersetzt von Konrad Sandkühler)

### Als Herausgeber
- Anthology of Irish Verse. From the earliest sources to the present. Liveright, New York 1972, ISBN 0-8714-0079-0 (EA New York 1922)
- The Voyagers. Being Legends and Romances of Atlantic Discovery. Macmillan, London 1925 (illustriert von Wilfried Jones)
- The poet’s circuits. Collected poems of Ireland. Dolmen Press, Mountrath 1985 (EA London 1968)
- A treasury of Irish Folklore. The stories, traditions, legends, humor, wisdom, ballads, and songs of the Irish people. Crown, New York 1962.